# Arcature lombarde

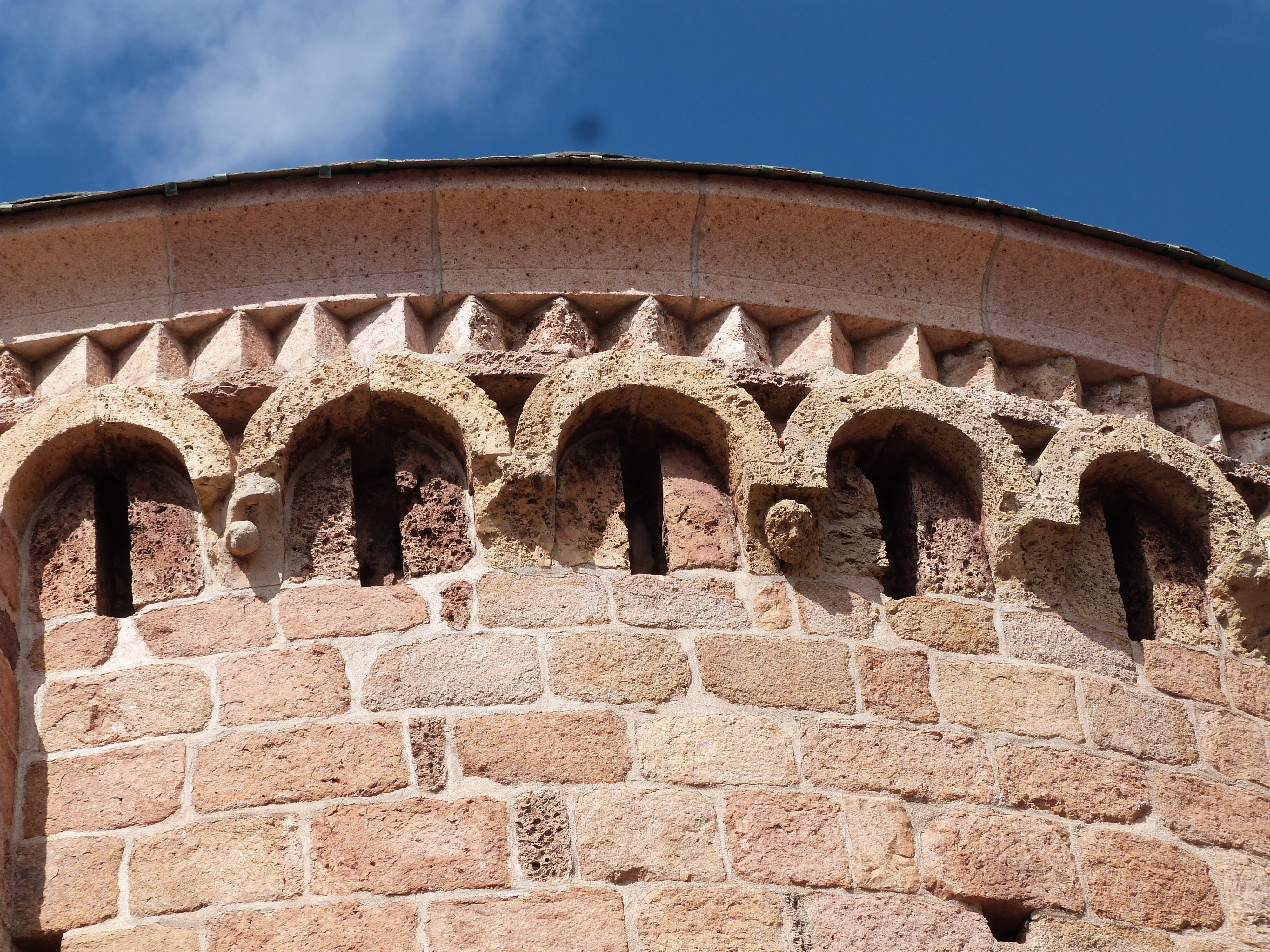
Arcature lombarde, décor du chevet de l'église Sainte-Marie de Coustouges.

Une arcature lombarde est une arcature faite d'une série de petits arcs juxtaposés dans la partie supérieure de murs gouttereaux. Ce trait d'architecture est répandu à l'extérieur des églises romanes méridionales, notamment en Catalogne et Lombardie.